# ペーター・ケアー
ペーター・ケアー（Peter Kjær、1965年11月5日 - ）は、デンマークの元サッカー選手。元デンマーク代表。ポジションはゴールキーパー。

## 来歴
1998年1月にデンマーク代表デビュー。出場機会は無かったが、1998 FIFAワールドカップ、2002 FIFAワールドカップのメンバーにも選ばれた。デンマーク代表で通算8試合に出場した。

## 代表歴

### 出場大会
- デンマーク代表
  - 1998 FIFAワールドカップ
  - 2002 FIFAワールドカップ

### 試合数
- 国際Aマッチ 8試合 0得点（1998年-2002年）[1]

| デンマーク代表 | 国際Aマッチ | 国際Aマッチ |
| 年             | 出場        | 得点        |
| -------------- | ----------- | ----------- |
| 1998           | 2           | 0           |
| 1999           | 0           | 0           |
| 2000           | 2           | 0           |
| 2001           | 3           | 0           |
| 2002           | 1           | 0           |
| 通算           | 8           | 0           |